# Sankt Peter-Pagig
Sankt Peter-Pagig est une ancienne commune suisse du canton des Grisons, situé dans la région de Plessur. 

## Histoire
Elle a été créée à la suite de la fusion des communes de Sankt Peter et de Pagig le 1er janvier 2008.
Le 1er janvier 2013, elle a rejoint celle d'Arosa en compagnie de celles de Calfreisen, Castiel, Langwies, Lüen, Molinis et Peist.